# 細川潤次郎
細川 潤次郎（ほそかわ じゅんじろう、1834年3月11日（天保5年2月2日） – 1923年（大正12年）7月20日）は、幕末の土佐藩藩士、明治・大正時代の法制学者・教育者。男爵。幼名は熊太郎、諱は元（はじめ）。十洲と号した。
アメリカ留学からの帰国後は文部省、左院、正院、元老院等の要職に就任し、特に法制面で活躍し、多くの法律起草に携わった。司法大輔、元老院幹事、貴族院議員、女子高等師範学校長、文事秘書官長、枢密顧問官、華族女学校校長、東宮大夫などを歴任。明治33年5月に勲功により華族の男爵に列せられた。

## 生涯

### 幕末土佐藩
天保5年（1834年）、土佐藩に仕える儒者細川延平の次男として生まれる。藩校で優秀な成績を修め、土佐藩の三奇童の一人と謳われた（他の二名は岩崎馬之助〈秋溟〉、間崎哲馬〈滄浪〉）。
幕末の緊張する内外の情勢に関心を持ち、安政元年（1854年）には長崎に遊学して高島秋帆に入門し、兵学・砲術を学んだ。帰郷後の安政5年（1858年）には、藩命により江戸の海軍操練所でも勉学に励み、航海術を習得した。また、この時期に中浜万次郎の知遇を得て英語も併せて学ぶようになった。
帰藩後、吉田東洋にその才覚を認められて山内容堂の侍読及び藩校教授として洋学を教えた。また、吉田東洋政権の下での藩政改革に関わり、松岡時敏・福岡孝弟らとともに土佐藩の新しい藩法である「海南政典」・「海南律例」の編纂に参加する。

### 明治維新後
明治政府に出仕して開成学校権判事を務めた。新聞紙条例・出版条例・戸籍法の起草に参加した。その深い法律知識を見込まれて民部省に入った。1870年に平民に苗字を許す規定を提案したのは細川である。続いて同省から分離した工部省に移った。明治4年（1871年）にはサンフランシスコ博覧会の視察を目的にアメリカに渡り、そのまま同国に留学した。
帰国後は文部省・元老院と移り、柳原前光・福羽美静・中島信行とともに「国憲取調委員」に任じられた。ここで彼は「法律起草のエキスパート」としての能力を発揮して、刑法・治罪法・陸海軍刑法・日本海令草案・医事法・薬事法起草の中心人物として活躍した。
1876年（明治9年）元老院議官に選ばれ、1881年には司法大輔となる。1890年10月20日、錦鶏間祗候となった
1890年（明治23年）の帝国議会創設時に貴族院勅選議員となり、1891年（明治24年）年9月30日貴族院副議長となり、1893年（明治26年）11月13日に、貴族院議員を辞職するまでその職にあった。1893年（明治26年）に枢密顧問官となり、死去までその席にあった。1900年（明治33年）5月9日、勲功によって男爵を授けられた。

### 教育者として
教育者としては、明治初年に開成学校権判事を務め、その基礎を固めている。
女子高等師範学校校長を務める。女子高等師範学校付属女学校・付属高等学校（現：お茶の水女子大学附属高等学校）の同窓会組織で明治24年に設立された「作楽会」の名称は、細川によるものである。その後学習院院長心得などを歴任する。
『古事類苑』の編纂総裁を務めた。新しい印刷・農業技術の紹介などに力を尽くして、晩年には文学博士・帝国学士院会員の称号が贈られた。
著作集に、『十洲全集』全3巻がある。
東京での原書の翻訳などを通じて、グイド・フルベッキとの交流も深かった。

## 家族・親族
妻は西村勇之進の長女、正（まさ、1844年 - 1918年）。
『平成新修旧華族家系大成』によれば4男4女。長男の一之助（かつのすけ）が大山巌の二女である芙蓉子（ふよこ）を、三男の源三郎（げんざぶろう）が青山幸宜の二女である孝子（たかこ）を、それぞれ妻に迎えている。また、三女の滋（しげ）は黒井悌次郎の妻、四女の淑（よし）が山岡熊治の妻となった。
家督は長男の一之助（1871年 - 1945年）が継いだ。一之助は日清戦争の際、志願兵として台湾に従軍しながら、病のため欠勤多く少尉となれず、後備兵役の終り年に日露戦争の招集にあい、陸軍伍長を務めた。一之助の後は、婿養子となった細川直知（なおのり、奥田直恭の二男。1909年 - 1987年）が継ぎ、1947年の華族制度廃止を迎えている。

## 栄典
位階
- 明治3年8月10日（1870年9月5日）- 正七位
- 明治4年11月8日（1871年12月19日）- 正六位
- 明治5年4月15日（1872年5月21日）- 従五位
- 1876年（明治9年）5月23日 - 従四位
- 1885年（明治18年）10月1日 - 正四位[17]
- 1886年（明治19年）10月20日 - 従三位[18]
- 1897年（明治30年）12月27日 - 正三位[19]
- 1905年（明治38年）2月20日 - 従二位[20]
- 1915年（大正4年）12月1日 - 正二位[21]
- 1923年（大正12年）7月20日 - 従一位[22]

爵位
- 1900年（明治33年）5月9日 - 男爵[23]

勲章等
| 受章年                     | 略綬 | 勲章名                       | 備考 |
| -------------------------- | ---- | ---------------------------- | ---- |
| 1882年（明治15年）6月17日  |      | 勲三等旭日中綬章             |      |
| 1887年（明治20年）11月25日 |      | 勲二等旭日重光章             |      |
| 1895年（明治28年）12月29日 |      | 勲一等瑞宝章                 |      |
| 1902年（明治35年）12月27日 |      | 旭日大綬章                   |      |
| 1903年（明治36年）1月27日  |      | 御紋付御杯                   |      |
| 1912年（大正元年）8月1日   |      | 韓国併合記念章               |      |
| 1915年（大正4年）11月10日  |      | 大礼記念章（大正）           |      |
| 1916年（大正5年）4月1日    |      | 大正三四年従軍記章           |      |
| 1920年（大正9年）9月7日    |      | 大正三年乃至九年戦役従軍記章 |      |
| 1923年（大正12年）7月20日  |      | 旭日桐花大綬章               |      |

## 著作
- 『吾園随筆』 細川潤次郎、1886年10月（全3冊）
  - 『吾園随筆続編』 西川忠亮、1902年9月（全3冊）
  - 『吾園随筆後編』 西川忠亮、1908年7月（全3冊）
  - 『吾園随筆余編』 西川忠亮、1917年6月（全4冊）
  - 『吾園随筆賸編』 西川忠亮、1922年3月（全4冊）
- 『十洲詩鈔』 細川潤次郎、1890年11月巻一-巻八 ／ 求林堂、1903年12月巻九-巻十二 ／ 西川忠亮、1909年6月巻十三-巻二十 ／ 1923年4月巻二十一-巻二十八
- 『茶橋録話』 女子高等師範学校、1893年5月 ／ 第二編 ／ 1894年3月第三編
- 『女教一斑』 華族女学校、1896年1月 ／ 1896年7月第二編 ／ 1897年7月第三編 ／ 1899年1月第四編 ／ 第五編 ／ 1901年5月第六編
- 『梧園歌集』 細川一之助、1914年（上下2冊）
- 『梧園文集』 西川忠亮、1914年2月（上下2冊）
- 『十洲文鈔』 細川一之助、1914年10月（全4冊）
- 『十洲文鈔』 西川忠亮、1915年5月（全4冊）
- 『十洲全集』 細川一之助、1926年6月-1927年10月（全3冊）
- 『近代先哲碑文集 第卅五』 亀山聿三編、夢硯堂、1973年10月
- 「吾園叢書」（国立国会図書館支部法務図書館所蔵）

著書・編書
- 『古今袖鏡』 細川潤次郎、1873年
- 『瓶花挿法』 細川潤次郎、1877年12月
- 『毛游紀程』 細川潤次郎、1881年12月
- 『峡程記』 細川潤次郎、1882年4月
- 『虎列剌病忍耐療法』 細川潤次郎、1882年8月
- 『新国紀行』 細川潤次郎、1883年1月（上下2冊）
- 『秋帆高島先生年譜』 細川潤次郎、1883年1月
  - 『秋帆高島先生年譜拾遺』 細川潤次郎、1883年4月
- 『養蘭須知』 細川潤次郎、1883年7月
- 『梧園画話』 細川潤次郎、1884年4月（上下2冊）
- 『採訪余録』 細川潤次郎、1884年9月
- 『日光紀遊』 細川潤次郎、1885年4月
- 『隠逸全伝』 細川潤次郎、1885年4月（上下2冊）
- 『野中兼山先生伝 附軼事二十則』 細川潤次郎、1885年10月
- 『近遊日録』 細川潤次郎、1886年4月
- 『考古日本』 細川潤次郎、1889年4月
- 『奥游日記』 細川潤次郎、1889年8月
- 『南游雑録』 細川潤次郎、1889年8月
- 『歳計予算論』 細川潤次郎、1891年3月
- 『細川頼之補伝』 細川潤次郎、1891年3月（上下2冊）
  - 『細川頼之補伝』 理想日本社〈日本先哲叢書〉、1989年5月
- 『近世画史』 細川潤次郎、1891年6月（全5冊）
  - 芳賀登ほか編 『日本人物情報大系 61 書画編1』 皓星社、2001年1月、ISBN 4774403008
- 『山内一豊夫人若宮氏伝』 細川潤次郎、1892年8月
- 『祝祭日講話』 細川潤次郎、1892年12月
  - 『祝祭日講話』 求林堂、1901年12月訂正三版
- 『十二支考』 細川潤次郎、1893年11月
- 『高島秋帆先生伝』 細川潤次郎、1894年2月
- 『万石騒動』 細川潤次郎、1895年4月
- 『ななしくさ』 細川潤次郎、1897年3月（上下2冊）
  - 『無名草続編』 西川忠亮、1913年9月
- 『新撰婚礼式』 西川忠亮、1899年3月
  - 南博責任編集 『近代庶民生活誌 9 恋愛・結婚・家庭』 三一書房、1986年12月、ISBN 438086524X
- 『梧園書話』 西川忠亮、1902年5月（上下2冊）
- 『梧園詩話』 西川忠亮、1904年2月（上下2冊）
- 『明治年中行事』 西川忠亮、1904年8月
- 『修身要領』 明治図書出版、1906年9月
- 『婦女の心得』 明治書院、1907年9月
- 『入宋三僧伝』 西川忠亮、1910年5月
- 『養生新編』 西川忠亮、1910年8月
  - 『養生新編拾遺』 西川忠亮、1920年8月
  - 滝沢利行編 『近代日本養生論・衛生論集成 第10巻』 大空社、1992年10月
- 『春日局補伝』 西川忠亮、1913年5月
- 『帝範臣軌訂補』
- 『論語講義』 南摩綱紀供述、吉川弘文館、1919年2月
- 『梧園食単』 西川忠亮、1921年5月
- 『養生日程』 西川忠亮、1921年10月

訳書
- 『新法須知』 響泉書屋、1869年
- 『軍艦法則』 細川習、1969年（上下2冊）
- 『日耳曼議院之法』 ジー・ヱフ・フヱルベッキ英訳
- 『会員必読』 元老院、1878年3月
- 『法律格言』 元老院、1878年5月
  - 『法律格言』 ブーヴィヱール原著、信山社出版〈日本立法資料全集 別巻〉、2005年8月、ISBN 4797249226